# Palazzo Vescovile (San Miniato)

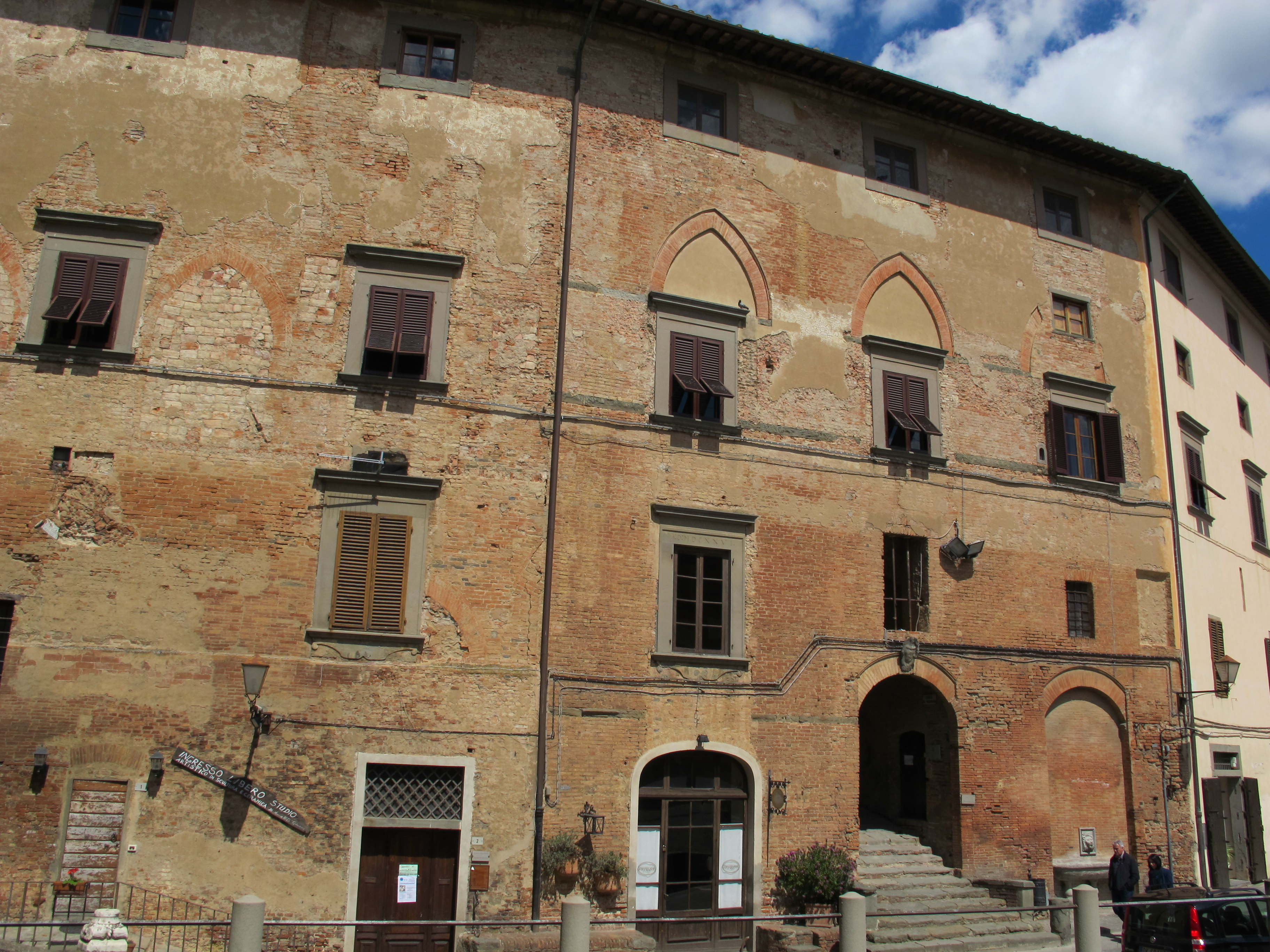
Facciata posteriore

Il Palazzo Vescovile di San Miniato è la residenza del vescovo di San Miniato.

## Storia e descrizione
La struttura originale è riferibile a due torri del XIII secolo la torre Palleoni e quella dei Capitani del Popolo. Numerosi i rifacimenti nel corso dei secoli: nel 1489 il palazzo fu concesso ai canonici del Duomo di San Miniato e fu edificata la scalinata che lo divide dal Palazzo dei Vicari. Nel 1622 fu adibito a sede della Curia sanminiatese, assumendo in larga parte le forme attuali. Nel 1746 furono abbattute le due torri duecentesche e fu fatto il portale in pietra e le due rampe d'accesso. Nel 1977 l'ultima ristrutturazione che ha definitivamente sancito lo stato attuale.
La facciata su piazza del prato del Duomo, presenta, negli archi a sesto acuto, i resti delle antiche costruzioni duecentesche e trecentesche, mentre quella che affaccia su piazza della Repubblica, mostra un aspetto più antico e rustico.
La cappella dell'Assunta e di San Giovanni Battista, situata all'interno del palazzo, è completamente affrescata da Anton Domenico Bamberini con l'aiuto della sua bottega.